# HGTV (Pologne)
HGTV est une chaîne de télévision polonaise spécialisée dans la décoration, l'agencement et la rénovation de la maison et du jardin de groupe TVN. La chaîne a été lancée le 7 janvier 2017.